# Jete
Jete är en kommun i Spanien.   Den ligger i provinsen Provincia de Granada och regionen Andalusien, i den södra delen av landet, 400 km söder om huvudstaden Madrid. Antalet invånare är 909. Arean är 13,0 kvadratkilometer. Jete gränsar till Almuñécar, Otívar, Lentegí, Los Guájares och Ítrabo. 
Terrängen i Jete är huvudsakligen kuperad.